# 리히트슈베르트

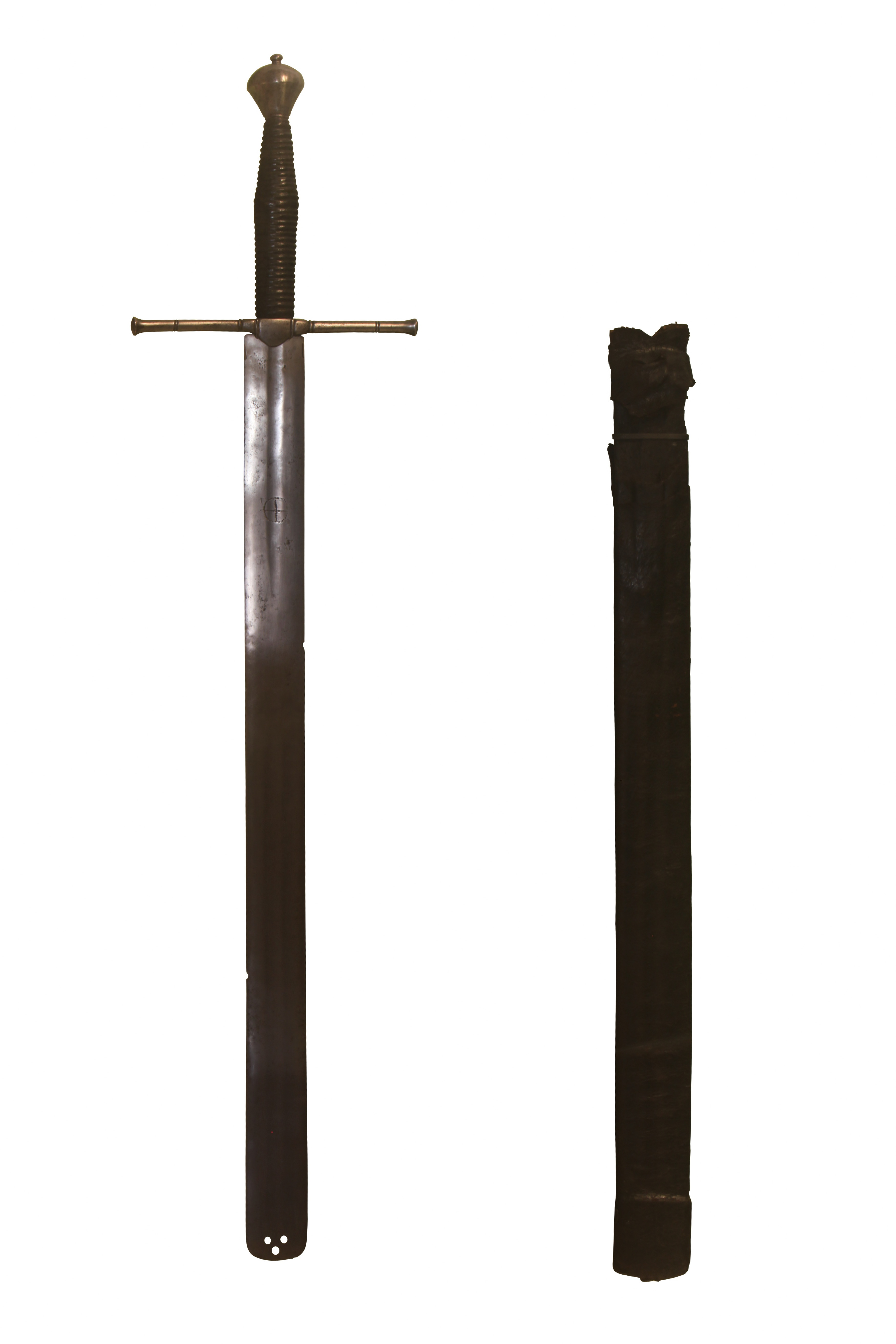
리히트슈베르트.

리히트슈베르트(독일어: Richtschwert [rɪçtʃve:rt][*], 영어: executioner's sword)는 참수용으로 특화된 검이다. 이 종류의 검들은 기본적으로 양수검이었지만 칼끝이 없어 전체 길이는 편수검과 비슷(80 ~ 90 cm)했다. 키용(칼날과 칼자루와의 사이에 낀, 직각으로 붙은 쇠붙이)은 상당히 짧았으며 직선 형태였으며 폼멜(손잡이 머리)은 서양배 모양 또는 깎은 다면체 모양이다. 리히트슈베르트의 칼날에는 처형 도구나 고문 도구, 또는 예수의 십자가형과 같은 상징적인 장식과 함께 도덕주의자처럼 구는 문구들이 새겨져 있었다.

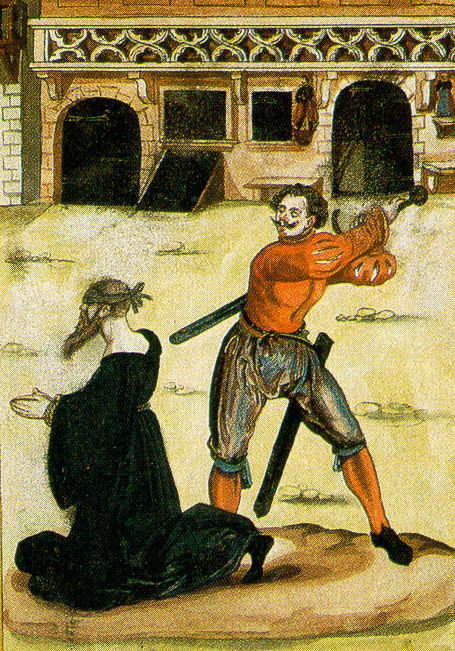
사용례.

중세에는 보통의 검으로 처형이 집행되다가, 알려진 최초의 처형 전용의 검이 개발된 것은 1540년경이다. 이 검은 17세기 유럽에서 널리 사용되었으나 18세기 초에 갑자기 사용이 급감한다. 1867년에 니클라우스 엠멘네꺼(Niklaus Emmenegger)가 스위스 루체른에서 살인죄로 처형된 것이 유럽 최후의 참수형 집행이다.

## 같이 보기
- 단두대